# Gahania thompsoni
Gahania thompsoni là một loài bọ cánh cứng trong họ Cerambycidae.